# Commonwealth (država)
Commonwealth je naziv za republiku koja je zauzela mjesto Kraljevine Engleske nakon poraza kralja Karla I. u engleskom građanskom ratu i rušenja monarhije. Nakon smaknuća kralja, krnji parlament je proglasio Englesku Commonwealthom 19. svibnja 1649. godine. 1653. vlast je izravo preuzeo lord protektor Oliver Cromwell vladajući Protektoratom kao diktator. Nakon Cromwellove smrti vlast je nakratko preuzeo njegov sin ali je vlast brzo prešla natrag parlamentu koji je preuzeo upravu nad Commonwealthom Engleske, Škotske, i Irske, što je 1660. dovelo do obnove monarhije. 